# Cmentarz wojenny nr 67 – Ropica Ruska
Cmentarz wojenny nr 67 – Ropica Ruska – austriacki cmentarz z I wojny światowej, zaprojektowany przez Hansa Mayra, znajdujący się w południowej części wsi Ropica Górna (dawniej Ropica Ruska), w powiecie gorlickim, w gminie Sękowa. Jeden z ponad 400 zachodniogalicyjskich cmentarzy wojennych zbudowanych przez Oddział Grobów Wojennych C. i K. Komendantury Wojskowej w Krakowie.
Cmentarz znajduje się u podnóża wzgórza Kornuta, na łące około 100 metrów od drogi Bartne – Ropica Górna.
Cmentarz ma kształt prostokąta o powierzchni około 400 m². Otoczony jest z 4 stron ogrodzeniem z ociosanego kamienia. W środku ogrodzenia, od strony północnej, znajduje się drewniana bramka wejściowa. Groby są oznaczone nagrobkami w formie żeliwnych krzyży z datą 1915 na betonowych podestach. W centralnej części znajduje się betonowy krzyż postawiony na kamiennym cokole wykonanym z tego samego kamienia co ogrodzenie.
Na cmentarzu jest pochowanych 83 żołnierzy w 7 grobach zbiorowych oraz 2 pojedynczych poległych 2 maja 1915 roku obywateli Austro-Węgier, wszystkich z 28 Pułku Piechoty k.k. Landwehry w zdecydowanej większości narodowości czeskiej. Nazwiska wszystkich pochowanych są znane. Według lokalnej tradycji są tu pochowani żołnierze, którzy zamarzli na śmierć w okopach podczas zimy 1914 roku.
W końcu XX wieku rodzina jednego z pochowanych Josefa Prochazki (9.7.1882 – 2.5.1915) postawiła na cmentarzu nagrobek z krzyżem nakrytym mosiężną czapką.
Na niektórych mapach oraz w terenie (tablica informacyjna) oznaczony jest on numerem 68.

## Galeria

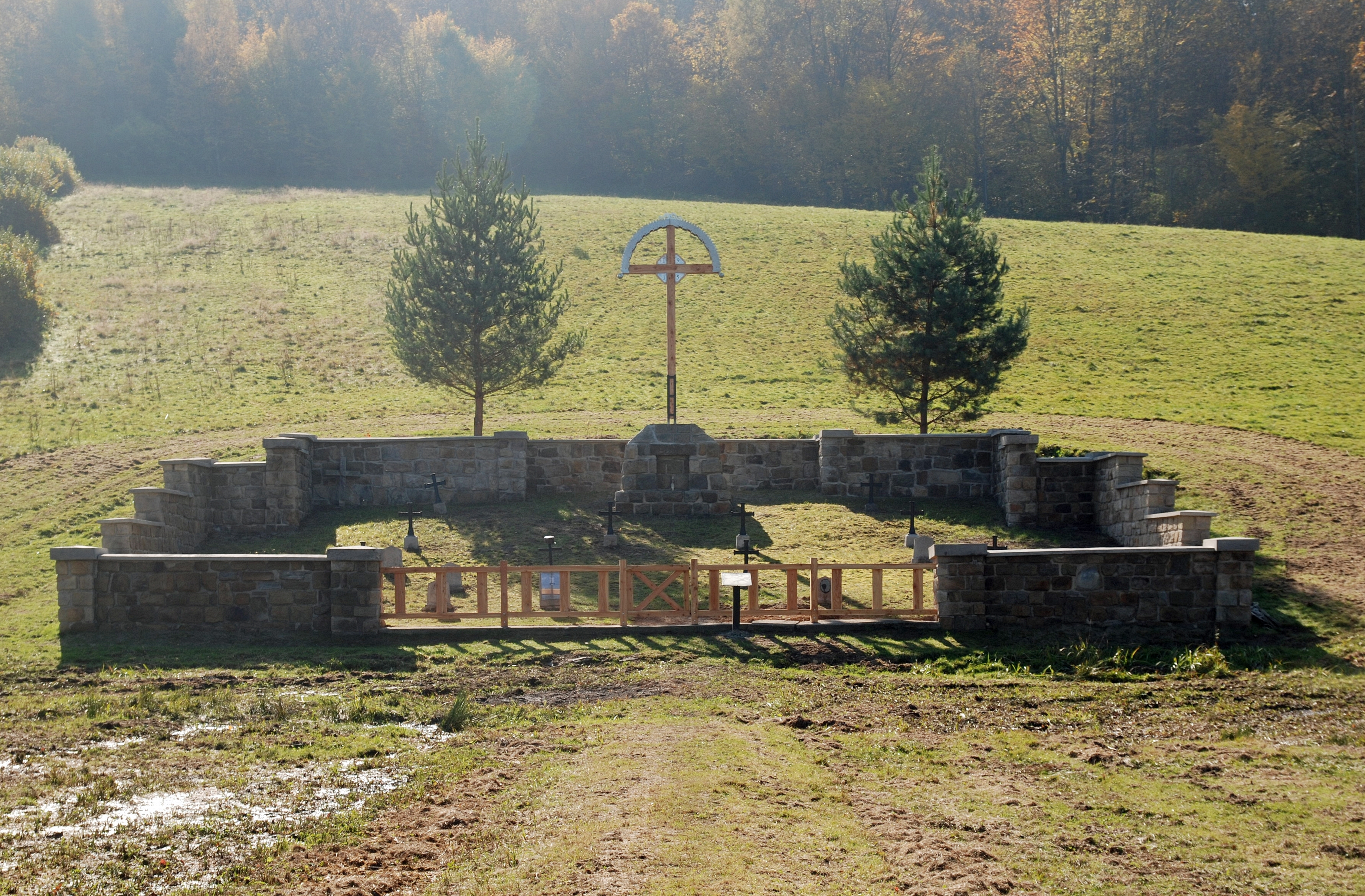
Widok od strony północnej
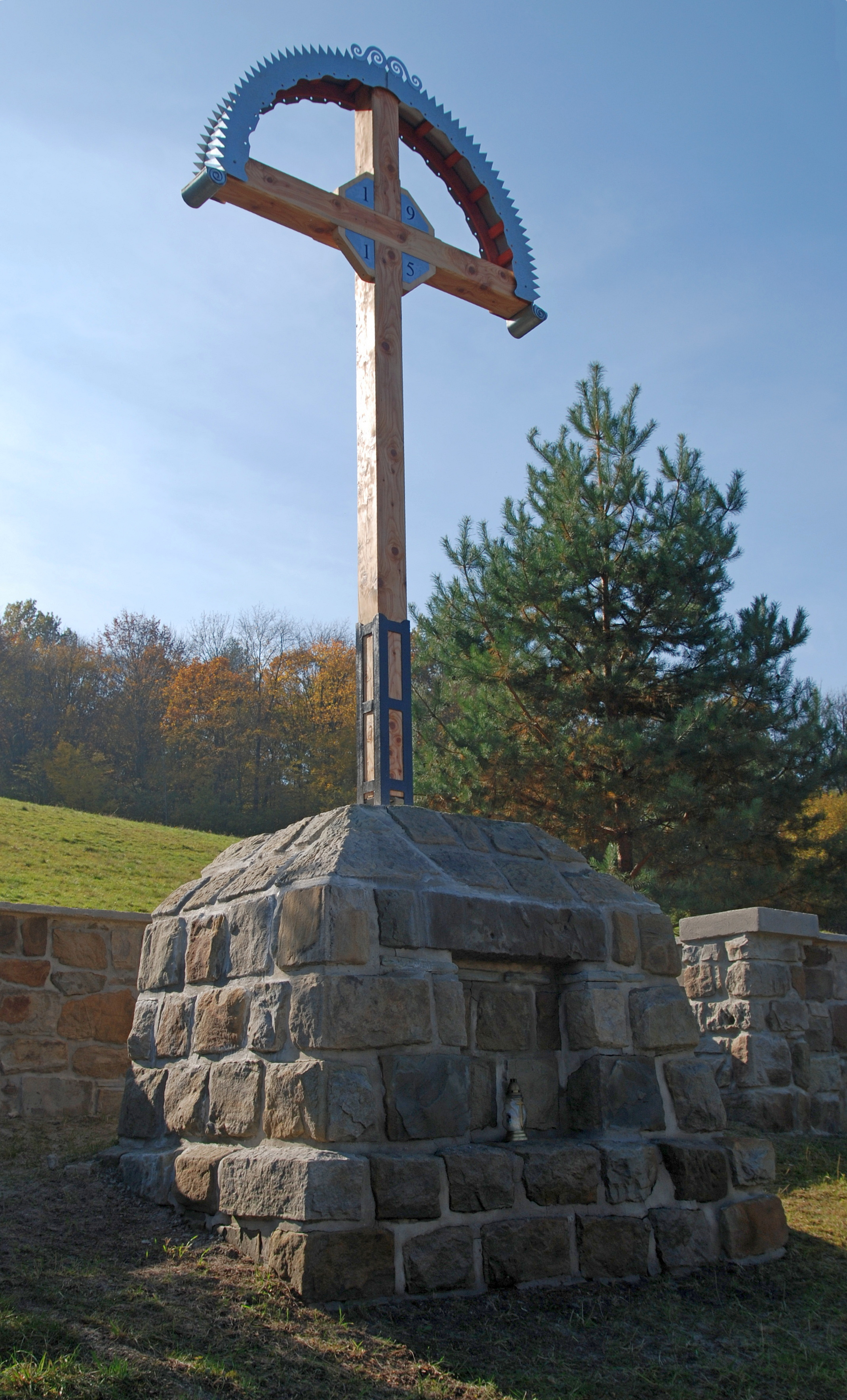
Widok na pomnik główny
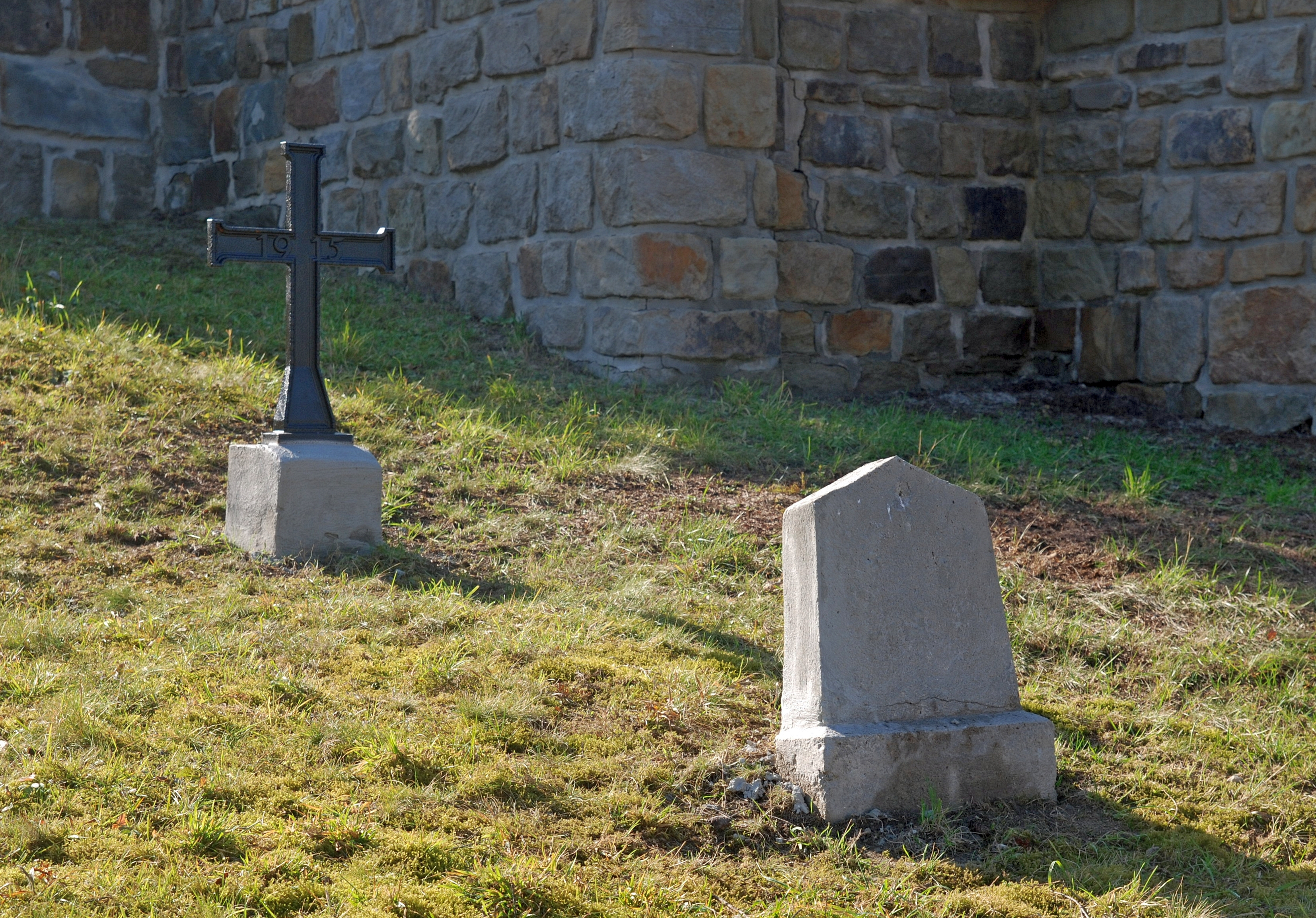
Stela i krzyż Mayra
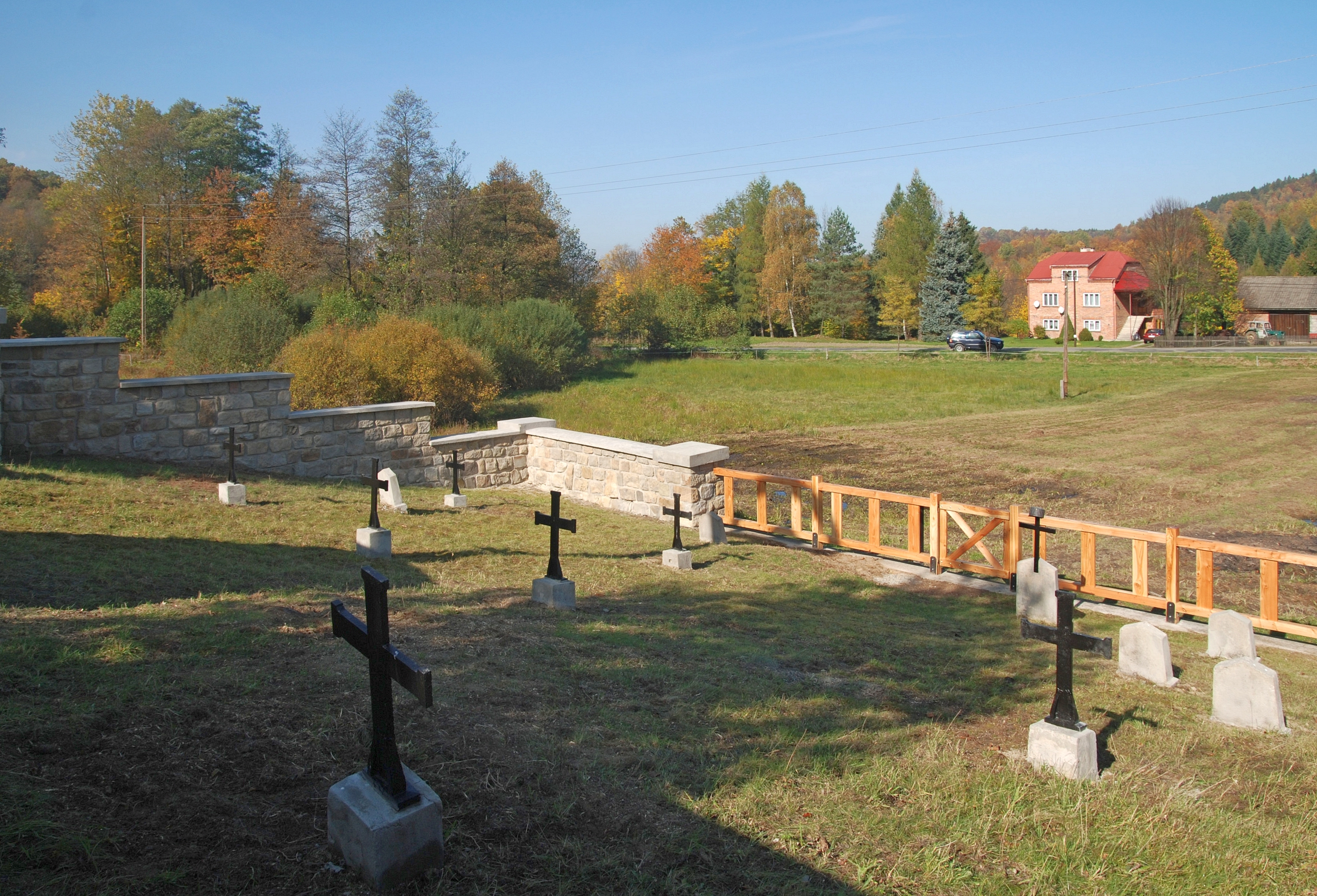
Fragment cmentarza
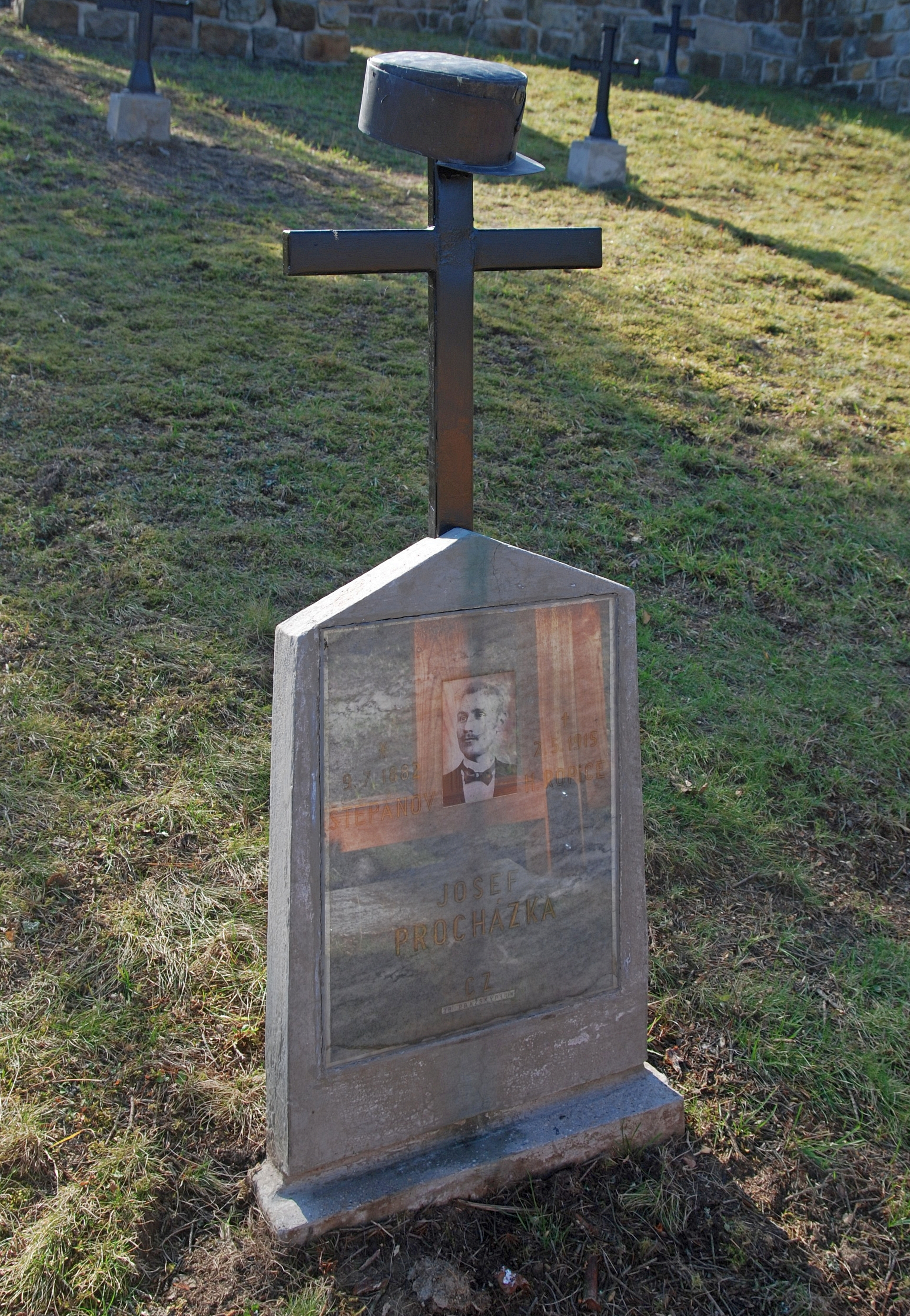
Nagrobek Josefa Prochazki
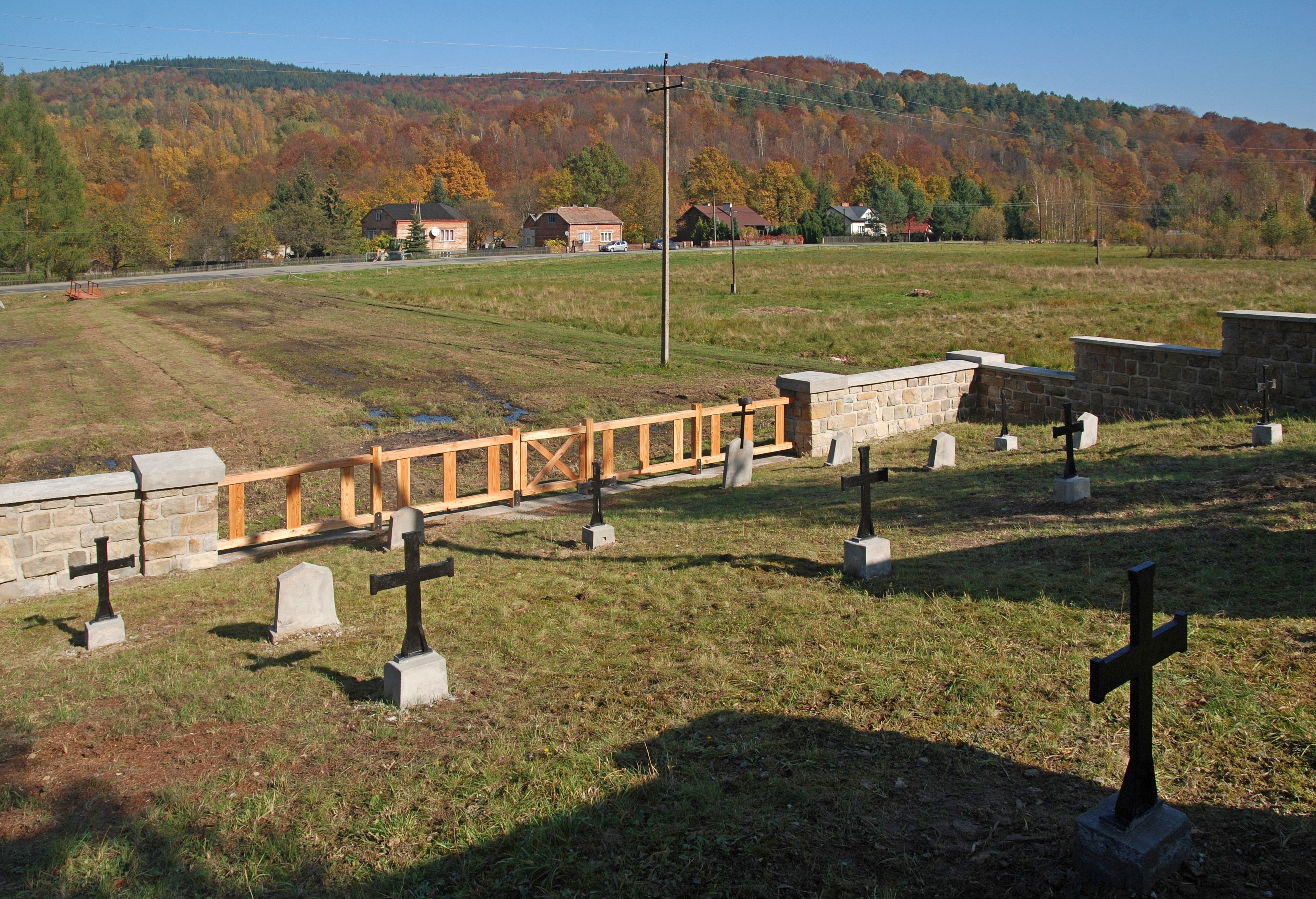
Fragment cmentarza